# Námestovo
Námestovo (in ungherese Námesztó, in polacco Namiestowo) è una città della Slovacchia, capoluogo del distretto omonimo, nella regione di Žilina.
Il villaggio di Slanica, nel comune di Namestovo, diede i natali ad Anton Bernolák, primo codificatore della lingua slovacca.